# Monte Stimson
Monte Stimson (10,142 piedi (3.091 m)) è la seconda vetta più alta nel Glacier National Park, si trova nel Montana, negli Stati Uniti. 

## Descrizione
È parte della Lewis Range, che abbraccia gran parte del parco. Si trova nella parte sud-occidentale del parco, a circa 5 miglia (8,0 km) a ovest del Continental Divide e 12 miglia (19 km) a sud-est del Lago di McDonald. La montagna prende il nome da Henry L. Stimson (1867-1950), ex segretario di Stato americano.
Monte Stimson si distingue per la sua grande, ripida salita al di sopra del terreno locale. Ad esempio, il suo profilo a nord-ovest sorge sopra Nyack Creek ad un solo km. È noto anche per la sua posizione isolata, è uno dei picchi più lontani dalla strada nel parco.

## Storia
La prima scalata del Monte Stimson fu fatta nel 1951, di J. Gordon Edwards e Alice Edwards, ma furono trovate tracce di una salita precedente. Il percorso standard della salita è la parete ovest o nord-ovest Route, a partire da Nyack Creek. Un sentiero si snoda lungo backpacking Nyack Creek, fornendo l'accesso;. Tuttavia il National Park Service avverte che si tratta di un sentiero selvatico e isolata rispetto ad altre aree del parco, con numerosi ruscelli. Come nel resto del parco, gli orsi bruni sono un problema. La via ferrata inizia con numerose salite che portano a piste alternative e scogliere (grado 3 e 4). Altri percorsi sulla vetta includono la Spur sud-Est dal Bacino di Marta e la Strada Pinchot Creek da sud.